# جون تشارلز دون
جون تشارلز دون (بالإنجليزية: John Charles Dunne)‏ هو كاهن كاثوليكي أمريكي، ولد في 30 أكتوبر 1937 في بروكلين في الولايات المتحدة.